# Chiesa delle Sante Flora e Lucilla (Torrita di Siena)

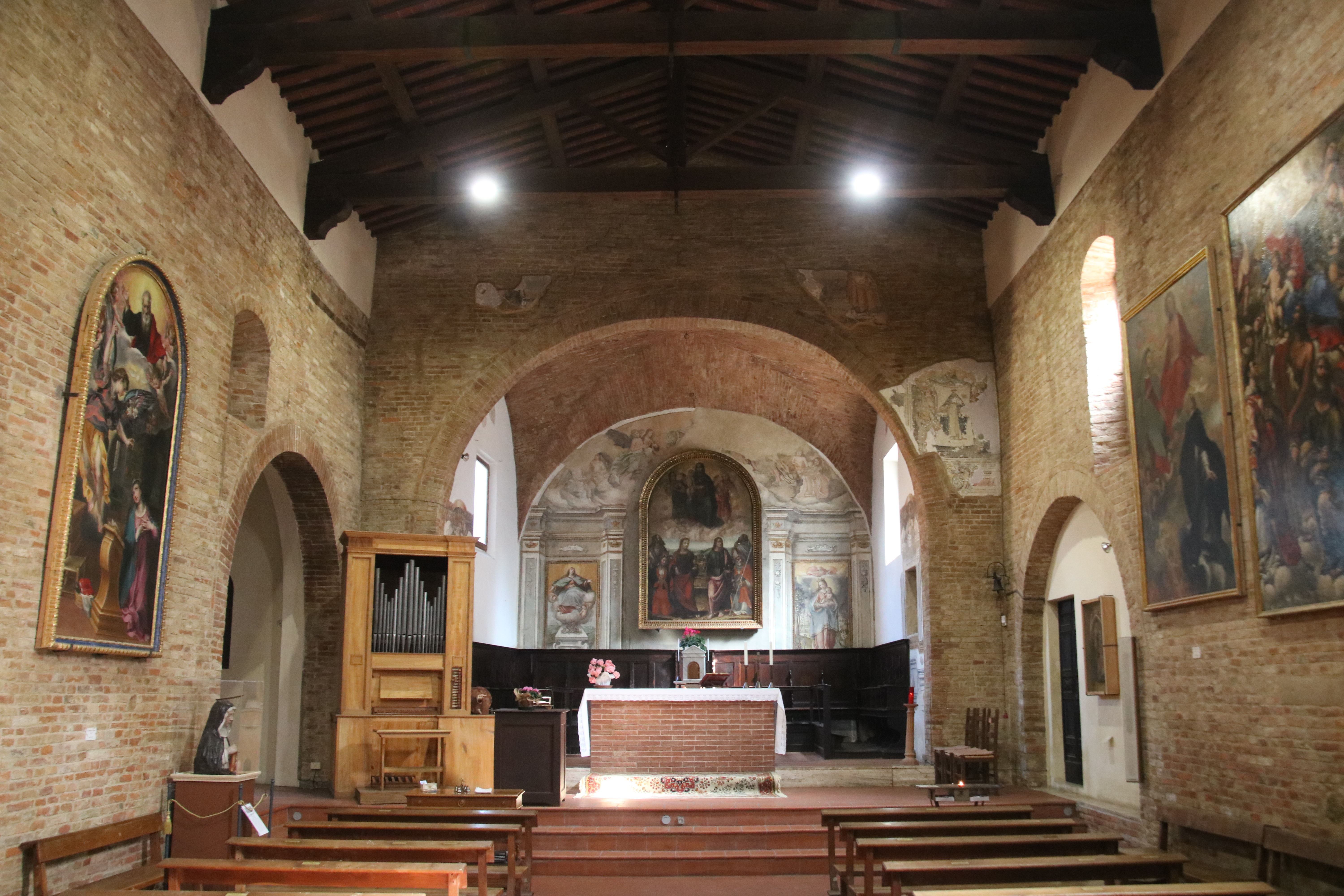
Interno

La chiesa delle Sante Flora e Lucilla è un luogo di culto cattolico situato nella piazza principale del borgo medievale di Torrita di Siena e facente parte della diocesi di Montepulciano-Chiusi-Pienza.

## Descrizione
La chiesa delle Sante Flora e Lucilla sorge nel centro storico di Torrita di Siena, alla destra del municipio. Costruita nel XII secolo, ha subito in seguito una serie di rimaneggiamenti pur mantenendo la sua impostazione romanica.

### Esterno
L'esterno della chiesa è caratterizzato dalla facciata in mattoni. Essa è a capanna e presenta, in basso, un portale strombato a tutto sesto; in ase con il portale, più in alto, si apre un rosone circolare. La facciata termina con un doppio spiovente decorato con mensolette. Alla destra della facciata si eleva la torre campanaria a pianta quadrangolare la cui cella campanaria si apre sull'esterno con finestre a tutto sesto.

### Interno
L'interno della chiesa è a navata unica coperta con soffitto a travi lignee sorretto da capriate triangolari. Lungo le pareti laterali, vi sono alcune opere: alla destra dell'ingresso, entro una teca, si trova una lunetta marmorea decorata con un bassorilievo raffigurante il Sangue di Cristo, attribuito a Donatello e realizzato probabilmente verso il 1429-1430. Insieme all'originale si conserva una copia eseguita nel 1926 dal senese Fulvio Corsini in previsione di una vendita dell'originale, che fortunatamente non avvenne. 
A metà della navata, si trovano due altari laterali, ciascuno dei quali è sormontato da un trittico: Natività di Gesù tra i santi Antonio Abate e Agostino di Bartolo di Fredi (fine del XIV secolo, a sinistra) e Crocifissione tra i santi Bartolomeo e Agostino attribuito a Michele di Matteo (1444, a destra). Nella navata si trova anche la Madonna col Bambino in trono e i santi Andrea e Giovanni di Benvenuto di Giovanni (1497). Alla fine della parete di sinistra, si apre una cappella laterale il cui altare marmoreo accoglie una statua policroma di Santa Lucia.
La navata termina con un'abside a pianta quadrata, coperta con volta a crociera in laterizio e interamente occupata dal presbiterio, rialzato di alcuni gradini rispetto al resto della chiesa, ove trovano luogo l'altare maggiore e il tabernacolo. La parete fonadale è interamente affrescata con una finta architettura al centro della quale vi è una pala della bottega del Sodoma raffigurante la Madonna col Bambino fra angeli e santi; essa è affiancata da due affreschi con l'Assunzione di Maria (a sinistra) e l'Incoronazione di Maria. Lungo le pareti dell'abside trovano luogo gli stalli lignei del coro.
Dal 1988 al 2020 la chiesa ha accolto l'organo a canne opus 231 di Giosuè Agati risalente al 1833 e appartenente alla chiesa della Santissima Annunziata a Torrita di Siena; in suo luogo, vi è l'opus 449 di Werner Bosch, risalente al 1965. Lo strumento è a trasmissione meccanica e dispone di 5 registri; la sua consolle ha un'unica tastiera e pedaliera, e il materiale fonico è racchiuso all'interno di una semplice cassa lignea di fattura geometrica.

## Galleria d'immagini

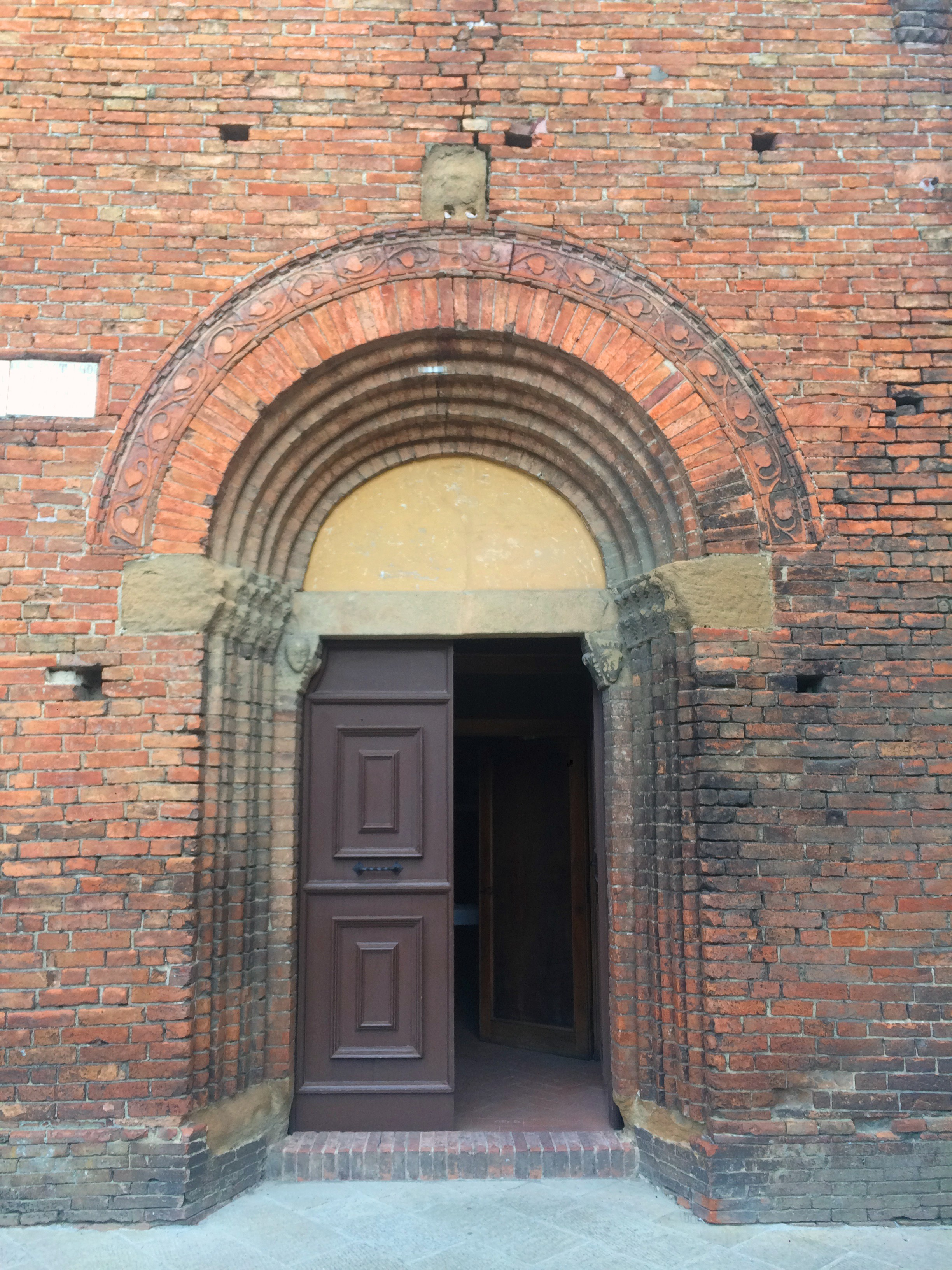
Portale
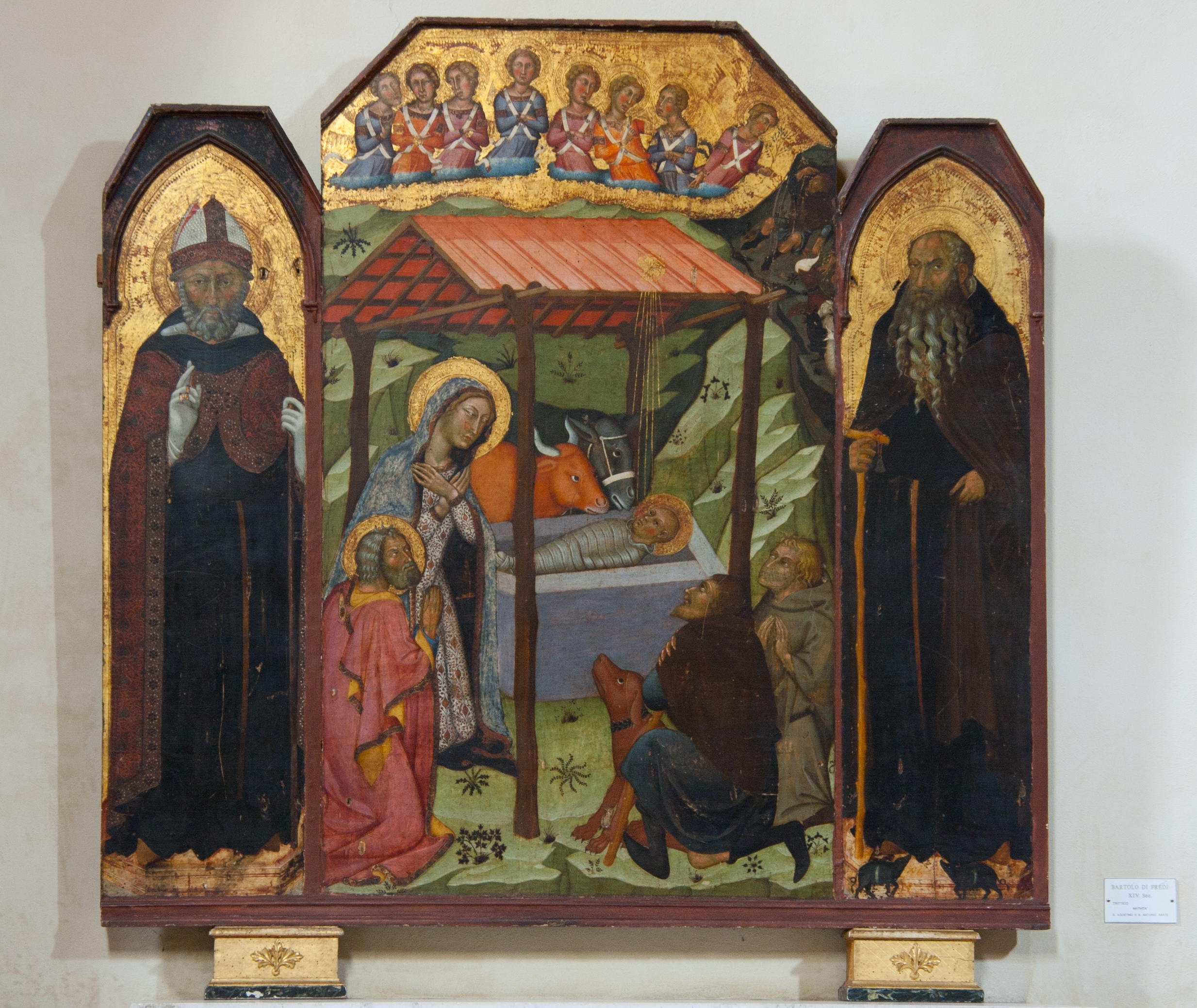
Natività di Gesù tra i santi Antonio Abate e Agostino di Bartolo di Fredi
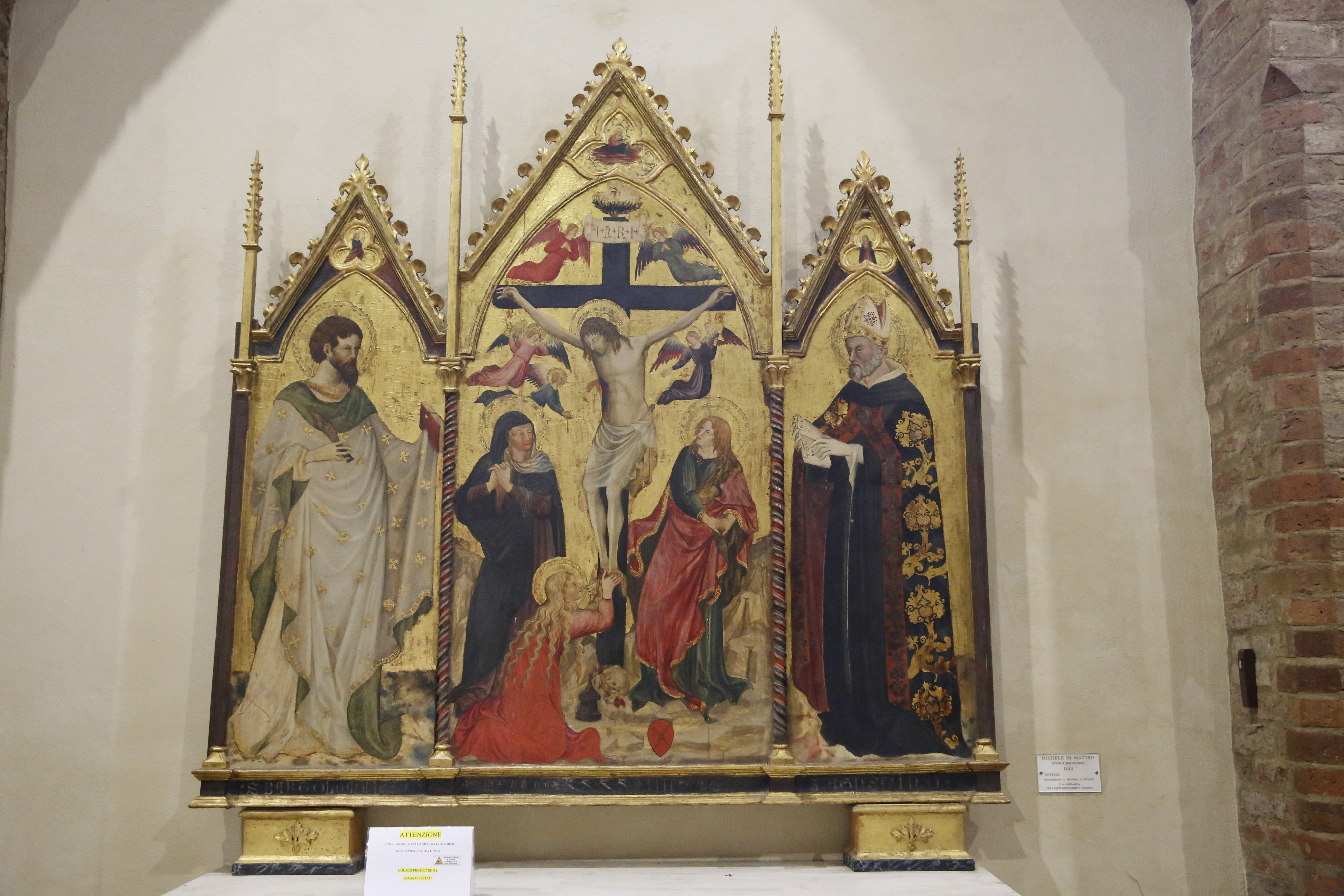
Gesù in Croce fra santi attribuito a Michele di Matteo
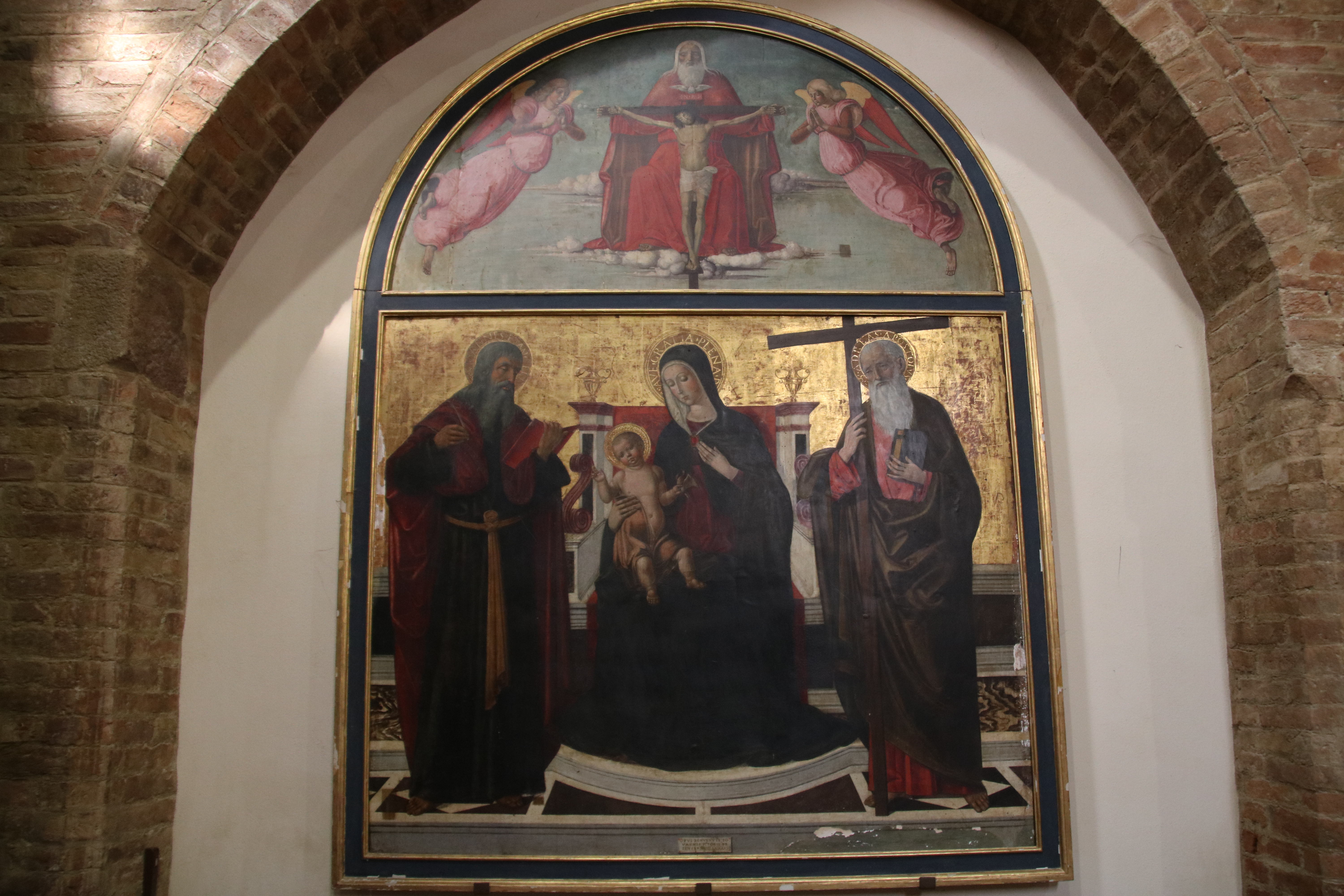
Madonna col Bambino in trono e i Santi Andrea e Giovanni di Benvenuto di Giovanni
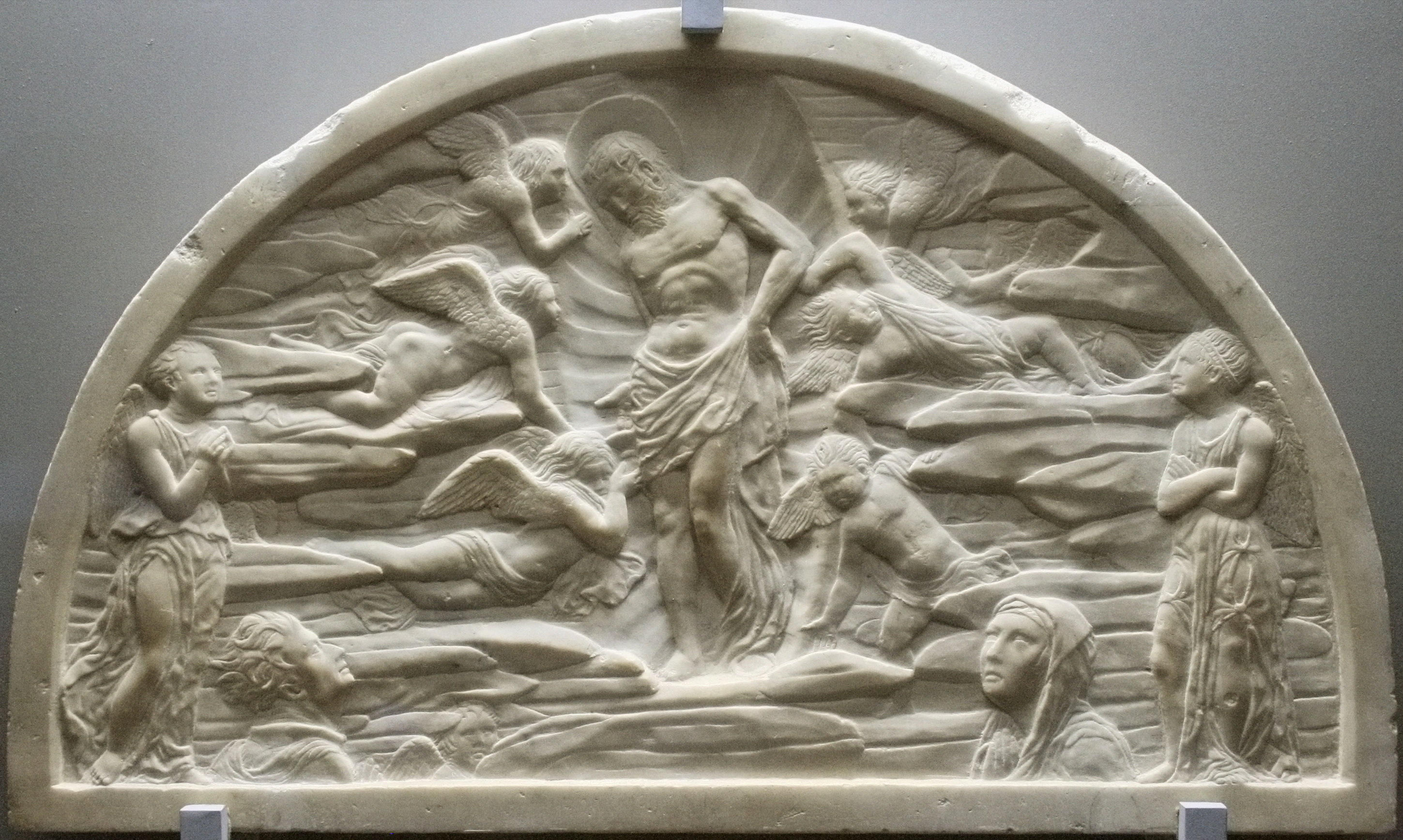
Lunetta del Sangue di Cristo di Donatello
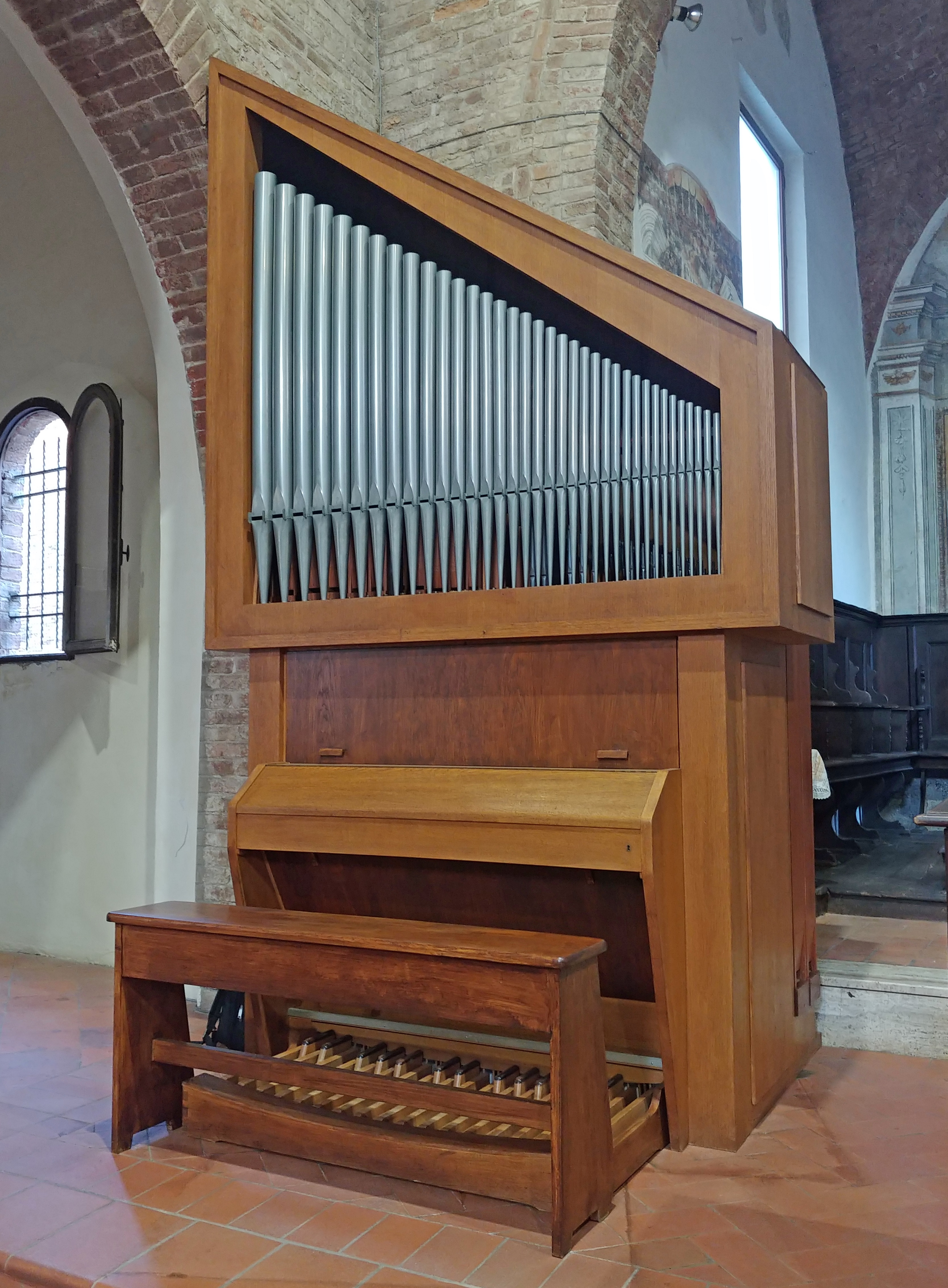
Organo a canne